# Tantilla boipiranga
Tantilla boipiranga é uma espécie vulnerável de serpente da família Colubridae, pertencente ao grupo Tantilla melanocephala.

## Distribuição
A espécie é endêmica de Minas Gerais e do Espírito Santo no Brasil. Inicialmente descrita unicamente no Parque Nacional da Serra do Cipó, posteriormente teve sua distribuição ampliada para diversas regiões, incluindo algumas no Quadrilátero Ferrífero e na Bacia do Rio Doce, Caratinga, ao longo de toda a porção mineira da Cordilheira do Espinhaço, incluindo sua porção mais ao norte nos municípios de Almenara e Berilo, Taiobeiras, Santa Maria do Salto (próximo à Bahia) e os municípios de Linhares; São Mateus e Pedro Canário, no Espírito Santo. Vive em uma área total de ~134,200 km², entre 38 m e 1368 m acima do nível do mar, e em diferentes formações vegetais, como a Floresta Costeira da Bahia, Florestas do Interior da Bahia, Cerrado, e, sobretudo, os Campos rupestres.

## Descrição
O holótipo de Tantilla boipiranga é um macho adulto de cerca de 384 mm e 9 g. É uma serpente laranja-avermelhada com o topo da cabeça marrom e focinho laranja claro na altura das narinas. Uma gola de cor laranja está presente e é marcada no meio por uma fina linha escura, seguida por uma faixa marrom-acinzentada. Sua morfologia varia com sua área de ocorrência.

## Etimologia
O nome boipiranga vem do tupi mboi ou boi, "cobra", e piranga,"vermelho".

## Publicação original
- Sawaya & Sazima, 2003: A new species of Tantilla (Serpentes: Colubridae) from southeastern Brazil. Herpetologica, vol 59, n. 1, p. 119-126 (texto integral)